# ماراثون الجزائر
ماراثون الجزائر، أو ماراطون الجزائر الدولي حسب التسمية المحلّية، سباق سنوي يقام بمدينة الجزائر العاصمة منذ عام 2017 تحت الرئاسة الشرفيّة عبد العزيز بوتفليقة ومن تنظيم الاتحادية الجزائرية لألعاب القوى، فاق عدد المشاركين 2000 عدّاء في آخر دورة.

## طريقة المشاركة
باستثناء المحترفين الذين يتكفّل المنظّم والاتحادات بجلبهم، تتمّ مشاركة الهواة بهذه التظاهرة، التي تعدّ الأهمّ من نوعها في الجزائر بالنظر لمردوديّتها الرياضيّة والسياحيّة، عن طريق وكالات أسفار معتمدة تتكلّف بالإقامة بالنسبة للأجانب.

## وصلات خارجيّة
- الموقع الرسمي (بالعربية والفرنسيّة)